# Высокоскоростные железные дороги Испании

Работающие высокоскоростные железные дороги Испании, а также строящиеся и проектируемые (по состоянию на февраль 2021).

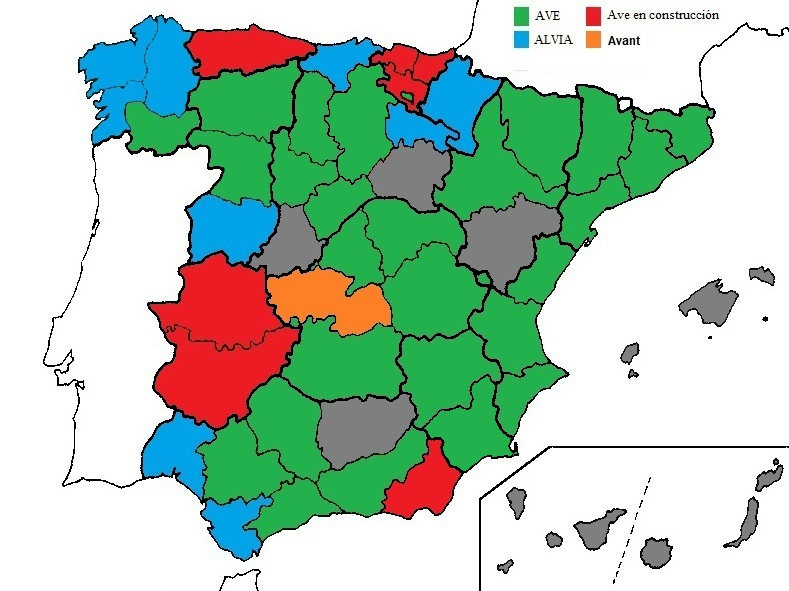
Провинции Испании в которых есть высокоскоростные железные дороги (компании AVE и Alvia).

Испания обладает развитой сетью высокоскоростных железных дорог. В настоящее время она состоит из четырёх основных линий и множества ответвлений, строится или проектируются дополнительные пути. Обладая 3966 км в эксплуатации, Испания имеет первую в Европе и вторую во всём мире (по длине) сеть высокоскоростных железных дорог, уступая только Китаю.
Основными перевозчиками испанских высокоскоростных железных дорог являются компании AVE, Alvia и Avant, все они являются дочерними компаниями испанского государственного предприятия RENFE. В приграничных со Францией областях сетью пользуется также и французская компания TGV.
Строительство сети железных дорог потребовало больших государственных расходов, поэтому её выгодность или социально-экономическая ценность являются предметами изучения.